# Oikologoi Prasinoi
De Oikologoi Prasinoi (Οικολόγοι Πράσινοι, Ecologistische Groenen) is een Griekse groene ecologistische politieke partij. Ze bestaat sinds 2002, hoewel de ecologistische beweging al vele jaren bestaat en werd gekenmerkt door een terughoudendheid om actief aan politiek te doen.
Bij de Europese Parlementsverkiezingen van 2009 behaalde de partij één zetel in het Europees Parlement. De gekozene, Nikos Chrysogelos, was lid van de fractie van De Groenen/Vrije Europese Alliantie.
Bij de Europese Parlementsverkiezingen van 2014 behaalde de partij geen zetel.
Bij de Griekse parlementsverkiezingen van januari 2015 haalde de partij op de lijst van Syriza één zetel. De partij kreeg één staatssecretaris in het kabinet-Tsipras. Giannis Tsironis werd viceminister van Leefmilieu en Energie.